# Dahme-Wasserstraße
Die Dahme-Wasserstraße (DaW) ist eine 26 Kilometer lange Bundeswasserstraße in den Bundesländern Berlin und Brandenburg. Sie beginnt nördlich der Schmöckwitzer Brücke (52° 22′ 35″ N, 13° 39′ 17″ O) und verläuft durch den Zeuthener See, Sellenzugsee, Krimnicksee, Krüpelsee und Dolgensee bis in die Nähe von Prieros (52° 13′ 24″ N, 13° 45′ 48″ O).

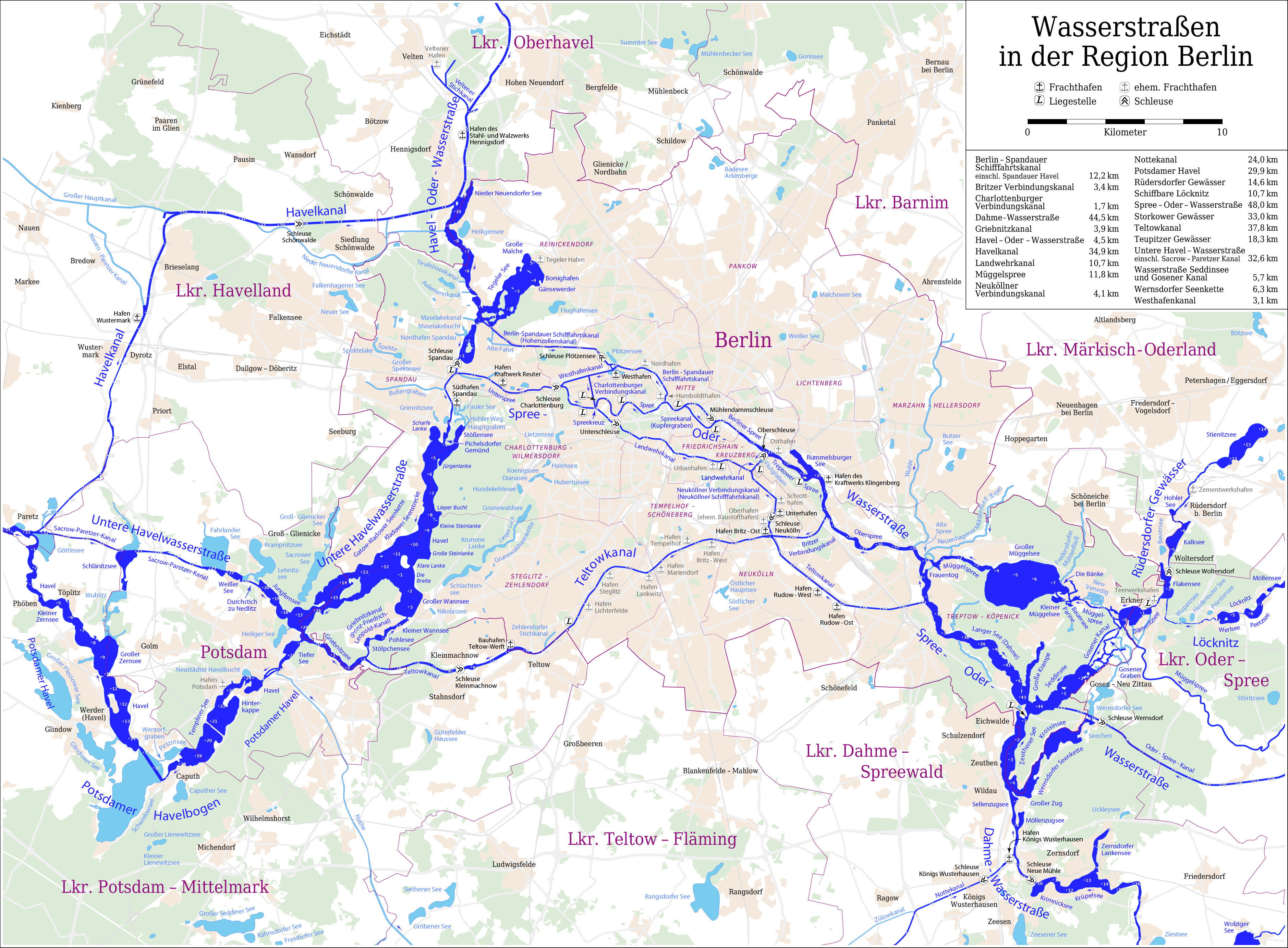
Die Dahme-Wasserstraße und ihre Seitengewässer am rechten unteren Kartenrand

Zwischen den Kilometern 9,52 und 10,29 wird sie Staabe (auch Stabe) genannt.
Rechtlich gehören zur DaW noch die Bundeswasserstraßen: Wernsdorfer Seenkette, Möllenzugsee, Mündungsstrecke der Notte, Zernsdorfer Lanke, Storkower Gewässer und Teupitzer Gewässer. Zuständig für die Verwaltung der Bundeswasserstraße ist das Wasserstraßen- und Schifffahrtsamt Spree-Havel.

## Kilometrierung
Die Kilometrierung der Wasserstraße geht zu Berg, gegen die Fließrichtung des Flusses Dahme in überwiegend südlicher und südöstlicher Richtung. Sie beginnt mit der Abzweigung aus der Spree-Oder-Wasserstraße bei deren Kilometer 44. Die Grenze zur Landeswasserstraße ist am Kilometer 26 nordwestlich von Prieros, oberhalb der Einmündung der Teupitzer Gewässer.

## Schleusen
| Ort                 | Name der Schleuse          | Wasserstraßen- kilometer    | Daten                                  | Verkehrsfreigabe Baujahr | Bild                               | Anrufkanal Telefonnr. | Koordinaten                 |
| ------------------- | -------------------------- | --------------------------- | -------------------------------------- | ------------------------ | ---------------------------------- | --------------------- | --------------------------- |
| Königs Wusterhausen | Schleuse Neue Mühle        | Bundeswasserstraße DaW 9,50 | L 38,93 m / B 5,33 m / Fallhöhe 1,50 m | 1868/1869                | Schleuse Neue Mühle                | 03375 293686          | 52° 17′ 50″ N, 13° 39′ 3″ O |
| Prieros             | Schleuse Prieros           | Landeswasserstraße 27,10    | L 41,93 m / B 5,30 m / Fallhöhe 1,10 m | 1971                     | Schleuse Prieros                   |                       | 52° 13′ 7″ N, 13° 46′ 21″ O |
| Münchehofe          | Schleuse Hermsdorfer Mühle | Landeswasserstraße 33,35    | L 41,93 m / B 5,30 m / Fallhöhe 2,00 m |                          | Schleuse Prieros Hermsdorfer Mühle |                       | 52° 9′ 56″ N, 13° 46′ 7″ O  |

## Geschichte
Als Dahme-Wasserstraße bezeichnete man schon früher das Teilstück der Dahme von Schmöckwitz bis zum Streganzer See bei Friedersdorf. Der Unterlauf des Flusses zwischen Schmöckwitz und der Mündung in die Spree in Köpenick gehört seit 1890 zur Spree-Oder-Wasserstraße. Die Dahme-Wasserstraße ist als Binnenschifffahrtstransportweg seit über 350 Jahren bekannt. Eine erste Stauanlage für eine Wassermühle wurde 1478 erwähnt. Dabei handelt es sich um die Neue Mühle bei Königs Wusterhausen. Zur Umgehung des Mühlenstaus für Schiffe wurde nachweisbar gegen 1739 eine hölzerne Schleuse gebaut. Aus dieser Zeit stammt vermutlich auch die Schleusenanlage bei Prieros, da bereits 1808 ein Neubau dieser Schleuse realisiert wurde. 1812 wurde die Schleuse Neue Mühle durch einen Massivbau ersetzt. Durch Baumängel und große Beanspruchung verschliss sie sehr schnell und wurde 1868/1869 durch einen Neubau ersetzt. 1879 erfolgte ein weiterer Neubau der Schleuse Prieros. Transportiert wurden auf diesen Wasserstraßen vornehmlich Baustoffe wie Holz und Steine, Brennmaterialien wie Torf, Braun- und Holzkohle. Auch Getreide, Rüben und Futtermittel zur Versorgung der Städte, die später einmal zu Berlin gehören werden, ließen sich kostengünstig auf dem Wasserweg transportieren. Über Jahrhunderte war die verbreitetste Schiffsform der Kaffenkahn. Ein größerer Hafen wird 1854 erstmals im Zusammenhang mit Baustofftransporten in die sich entwickelnden Residenzen Berlin und Charlottenburg erwähnt. Im Zuge des Ausbaus der Oberen Spree und dem Bau des Dahme-Umflutkanals von 1904 bis 1911 wurde eine Staustufe mit der Hermsdorfer Mühle angelegt und eine Schleuse, die Hermsdorfer Schleuse für Schiffe mit Finowmaß gebaut. Zum größten Hafen an der Wasserstraße entwickelte sich der Hafen Königs Wusterhausen. 1972 erfolgte die Eingliederung des Hafens in das VE Kombinat Binnenschifffahrt und Wasserstraßen. Im Zusammenhang mit „der Sicherung der Versorgung des Kraftwerks Klingenberg am Rummelsburger See mit Braunkohle“ ließ die DDR den Hafen in den Jahren von 1983 bis 1987 ausbauen. Geschaffen wurden Lagerflächen für Kohle sowie Kran- und Waggonkippanlagen.

## Seitengewässer

### Bundeswasserstraßen

#### Storkower Gewässer

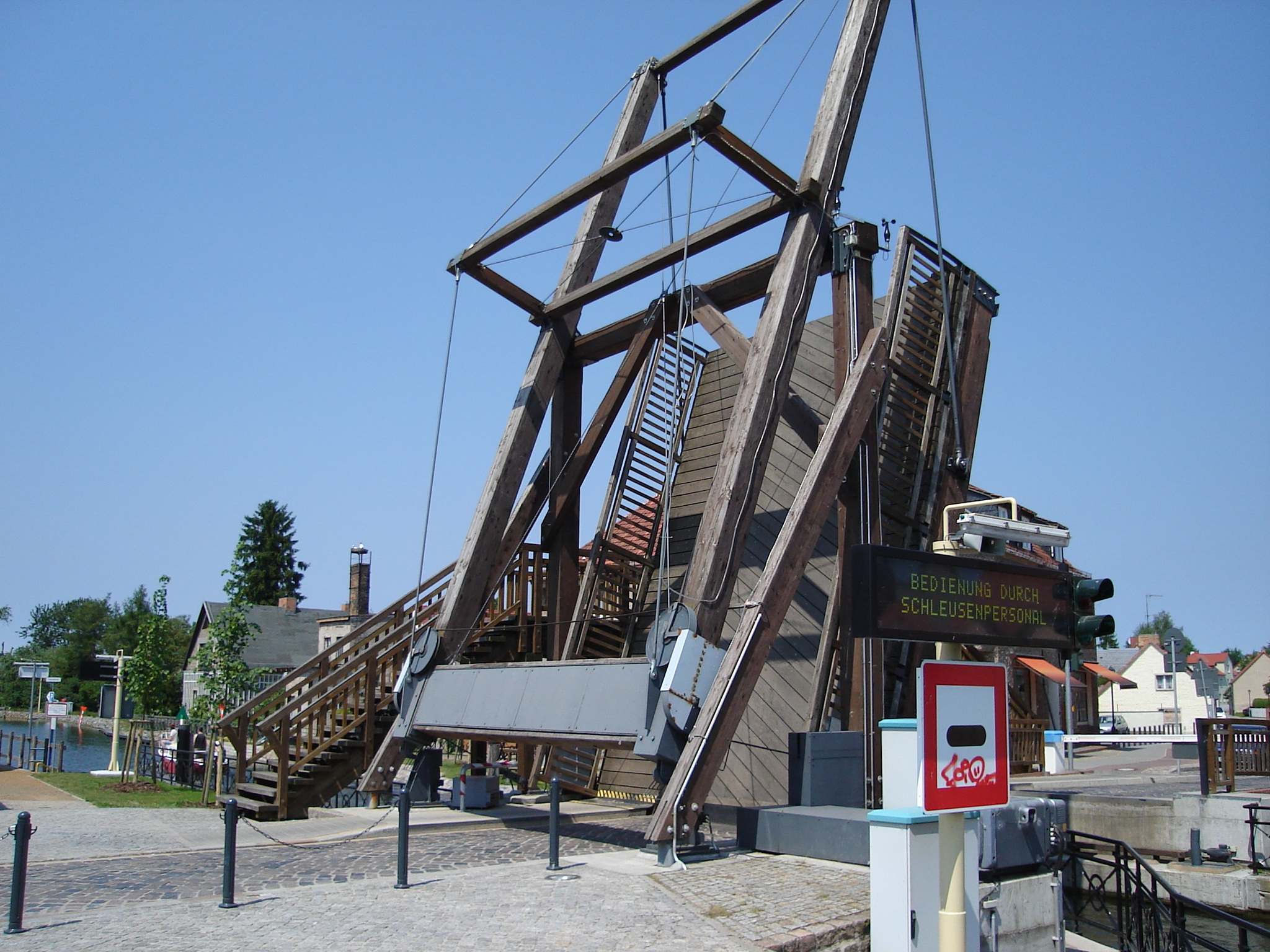
Klappbrücke über den Storkower Kanal in Storkow

Die Storkower Gewässer (SkG) münden bei Prieros rechtsseitig in die Dahme-Wasserstraße ein. Sie sind 33,4 Kilometer lang und zählen als Bundeswasserstraße zur Wasserstraßenklasse I. Am Nordende des Scharmützelsees, dem zweitgrößten See der Mark Brandenburg, beginnend, verlaufen die Storkower Gewässer durch das Wendisch Rietzer Fließ mit der Staustufe (Wehr und Schleuse) Wendisch Rietz (km 22,74) in den Storkower See und zur Kanalstufe Storkow (km 15,48) am Beginn des neun Kilometer langen Storkower Kanals mit der weiteren Kanalstufe Kummersdorf (km 10,25). Anschließend wird der Wolziger See erreicht. Die Wasserstraße führt dann in westlicher Richtung durch das Blossiner Fließ zum Langen See und in die Dahme-Wasserstraße an deren Kilometer 25,00.
Bereits 1732 wurde für den Abtransport des Bauholzes in Richtung Berlin der Storkower Flößerkanal angelegt, allerdings in einer etwas anderen Trassenführung als der im Jahre 1746 gebaute Storkower Kanal zwischen dem Großen Storkower See und dem Wolziger See. Gleichzeitig wurde das fast zwei Kilometer lange Wendisch Rietzer Fließ zwischen dem Scharmützelsee und dem Großen Storkower See kanalartig ausgebaut (gelegentlich wird dieser Abschnitt in der Literatur auch als Storkower Kanal bezeichnet) und 1904 verbreitert und vertieft. Zur Überwindung des Höhenunterschieds von rd. 4,4 Meter dienen die Schleusen Wendisch Rietz, Storkow und Kummersdorf. Neubauten der Schleusen erfolgten in Wendisch Rietz 1807, in Storkow 1825 bis 1828 und in Kummersdorf 1810. Die Märkische Wasserstraßenverwaltung vermeldet nach 1850 weitere Bauaktivitäten an den Gewässern und Schleusen, was auf eine Bedeutung der Wasserstraße schließen lässt. So wurde die Kummersdorfer Schleuse 1862 bereits durch einen Neubau ersetzt und die Kanalstrecken wurden verbreitert und vertieft. Die anderen Schleusen wurden umgebaut in den Jahren 1863 bis 1865. Eine erneute Verbreiterung der Kanalstrecken fand 1892 bis 1897 statt.
Nach dem Zweiten Weltkrieg war zunehmend kein Bedarf mehr für die Güterschifffahrt. 2001 bis 2003 wurde die Schleuse Storkow 150 Meter unterhalb vom bisherigen Standort durch einen Neubau ersetzt, und zwar als Selbstbedienungsschleuse. Die alte Schleuse von 1863 wurde abgebrochen.
Parallel zum oder noch vor dem Storkower Kanal wurde in den 1730er-Jahren ein Flößerkanal über das Stahnsdorfer Fließ, Rieploser Fließ und den Lebbiner See bis hinein in den Kolpiner Forst angelegt, der allerdings nur kurzzeitig bestand. Diese sogenannte „Obere Verbindung“ sollte vom Kolpiner Forst eine Verbindung zum Storkower See herstellen, scheiterte allerdings an den widrigen Geländeverhältnissen am Storkower Weinberg, einem nach Süden abfallenden Hang des heutigen Naturschutzgebiets Binnendüne Waltersberge.
| Ort                | Name der Schleuse       | Wasserstraßen kilometer | Daten                                  | Verkehrsfreigabe Baujahr | Bild | Anrufkanal Telefonnr. | Koordinaten                  |
| ------------------ | ----------------------- | ----------------------- | -------------------------------------- | ------------------------ | ---- | --------------------- | ---------------------------- |
| Amt Scharmützelsee | Schleuse Wendisch Rietz | SkG 22,74               | L 34,00 m / B 5,30 m / Fallhöhe 1,27 m | 1863–1865                |      | 033679 215            | 52° 12′ 51″ N, 14° 0′ 14″ O  |
| Storkow (Mark)     | Schleuse Storkow        | SkG 15,48               | L 36,00 m / B 5,67 m / Fallhöhe 2,00 m | 1863–1865 Ersatz 2003    |      | 033678 404920         | 52° 15′ 30″ N, 13° 55′ 56″ O |
| Kummersdorf        | Schleuse Kummersdorf    | SkG 10,25               | L 34,25 m / B 5,65 m / Fallhöhe 1,17 m | 1862                     |      | 033678 43322          | 52° 16′ 6″ N, 13° 51′ 53″ O  |

#### Teupitzer Gewässer
Die als Teupitzer Gewässer (TpG) bezeichnete sogenannte sonstige Binnenwasserstraße des Bundes ist eine Seenkette, verbunden durch Kanäle, die südlich von Prieros am Kilometer 26 in die Dahme-Wasserstraße, aus südwestlicher Richtung kommend, einmündet. Sie ist 18,30 Kilometer lang. Von Südwesten erreicht man die Dahme über den Teupitzer See mit dem Mielitzsee, den Schweriner See, den Mochgraben, den Zemminsee, den Köriser Graben, den Schulzensee, den Großen Moddersee und Kleinen Moddersee, den Klein Köriser See, den Hölzernen See, den Schmöldesee und den Huschtesee.

### Landeswasserstraße

#### Notte
Das Nottefließ war die erste längere von Menschen schiffbar gemachte Wasserstraße in der Mark Brandenburg. Die Notte mündet linksseitig etwa einen Kilometer unterhalb der Schleuse Neue Mühle in die Dahme-Wasserstraße. Ihre Mündungsstrecke ist auf einen Kilometer Länge eine sogenannte sonstige Binnenwasserstraße des Bundes.
Während der Regierungszeit des Kurfürsten von Brandenburg Joachim II. wird im Jahre 1568 eine Schiffbarkeit des Gewässers beschrieben. Schleusen gab es damals dort noch nicht. Grund für den Ausbau des Wasserwegs waren die Gipsvorkommen in der Nähe von Sperenberg. Dieser Gips war ein wichtiger und begehrter Baustoff und wurde in der Umgebung seit dem 12. Jahrhundert abgebaut. Die Gipsbrüche von Sperenberg waren die einzigen abbauwürdigen ihrer Art in der Mark Brandenburg. Während des Dreißigjährigen Krieges verfielen die wasserbaulichen Anlagen. Auf Befehl des Großen Kurfürsten wurde die Wasserstraße bis zum Mellensee wiederhergestellt. Während seiner Regierungszeit entstanden Schleusen in Mellensee, Mittenwalde und Königs Wusterhausen. Diese Schleusen wurden laut Berghaus 1818 durch Neubauten ersetzt. Von 1856 bis 1864 wurde die Wasserstraße stufenweise ausgebaut, um die Bedingungen für die damalige Frachtschifffahrt zu verbessern. Befestigte Treidelpfade wurden angelegt. 1960 wurde die Schleuse Mittenwalde erneuert und die Schleuse Königs Wusterhausen 1983/84 neu gebaut. Aufgrund der niedrigen Brücken und der daraus resultierenden geringen Durchfahrtshöhe für modernere Schiffe verlor die Notte Ende der 1980er Jahre gänzlich an wirtschaftlicher Bedeutung für den Gütertransport.
| Ort                 | Name der Schleuse            | Wasserstraßen kilometer | Daten                                  | Verkehrsfreigabe Baujahr | Bild | Anrufkanal Telefonnr. | Koordinaten                  |
| ------------------- | ---------------------------- | ----------------------- | -------------------------------------- | ------------------------ | ---- | --------------------- | ---------------------------- |
| Am Mellensee        | Schleuse Mellensee           | Notte 21,90             | L 40,00 m / B 5,20 m / Fallhöhe 2,00 m | 1818/1819                |      | 033764 245880         | 52° 11′ 16″ N, 13° 24′ 37″ O |
| Mittenwalde         | Schleuse Mittenwalde         | Notte 9,30              | L 40,00 m / B 5,20 m / Fallhöhe m      | 1818/1819 neu 1960       |      | 033678 4049-22        | 52° 15′ 27″ N, 13° 32′ 5″ O  |
| Königs Wusterhausen | Schleuse Königs Wusterhausen | Notte 1,80              | L 40,00 m / B 5,20 m / Fallhöhe m      | 1818/1819 neu 1983/1984  |      | 033678 4332222        | 52° 17′ 48″ N, 13° 37′ 27″ O |

## Bilder

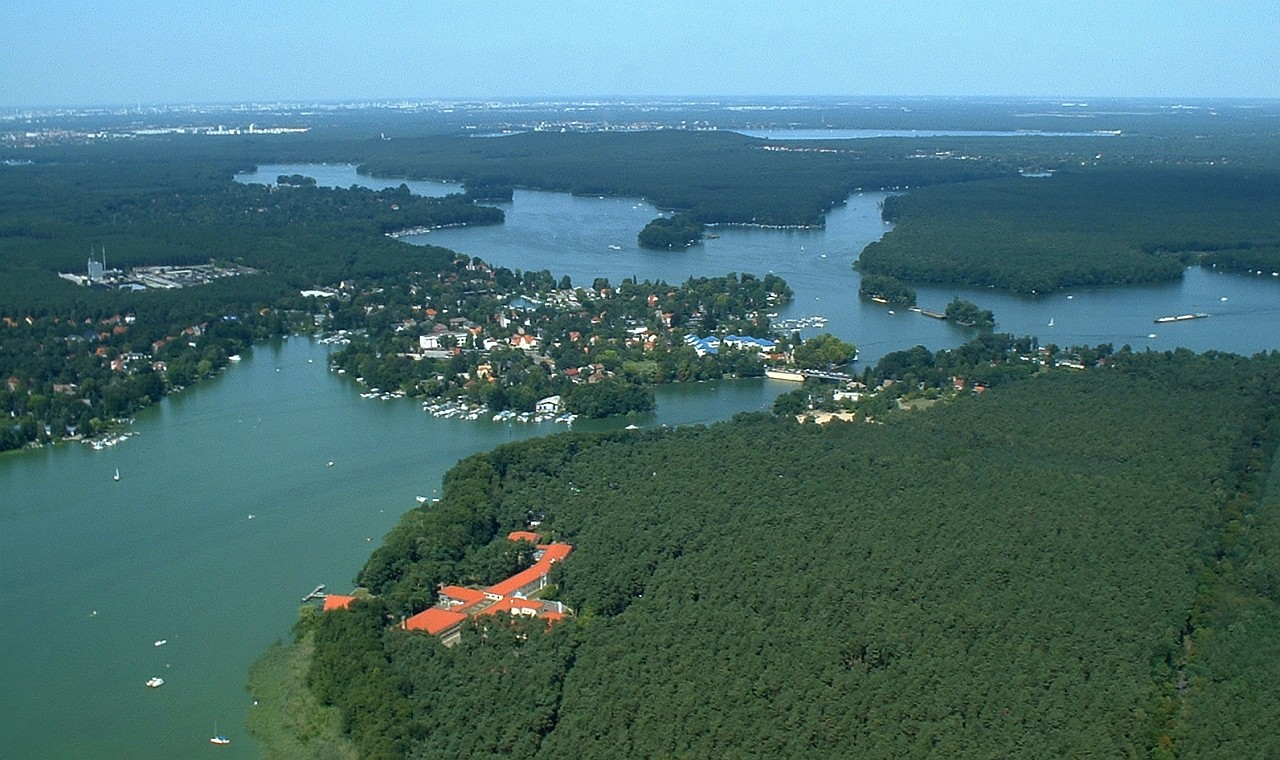
Schmöckwitz, Luftaufnahme
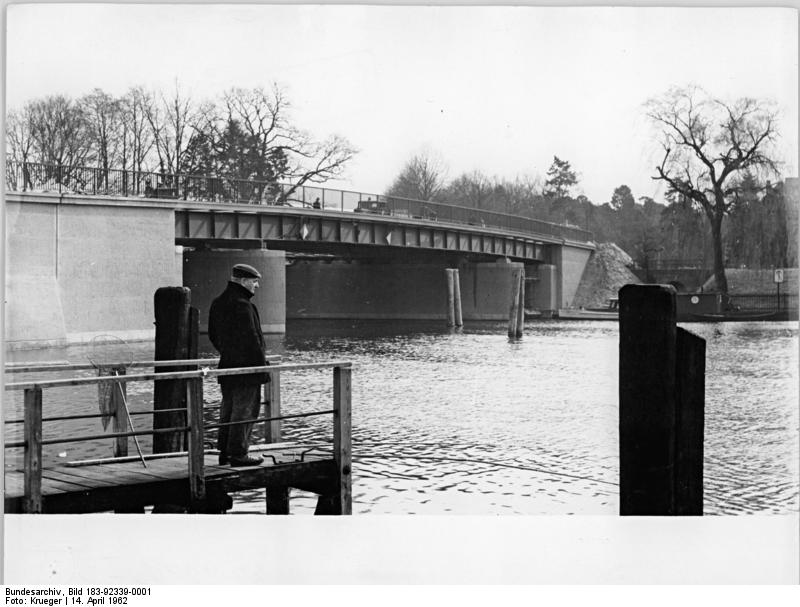
Straßenbrücke Schmöckwitz
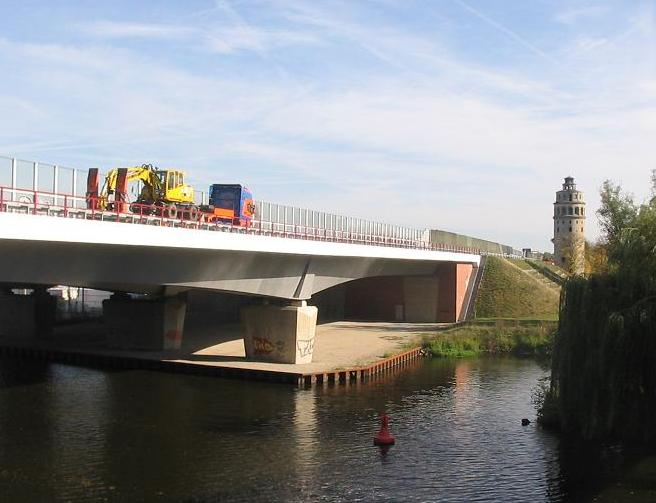
Autobahnbrücke A 10
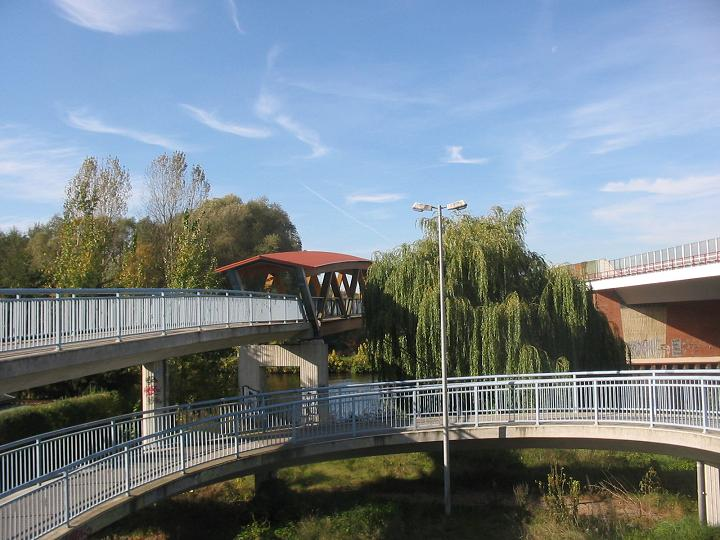
Fuß- und Radwegbrücke Niederlehme
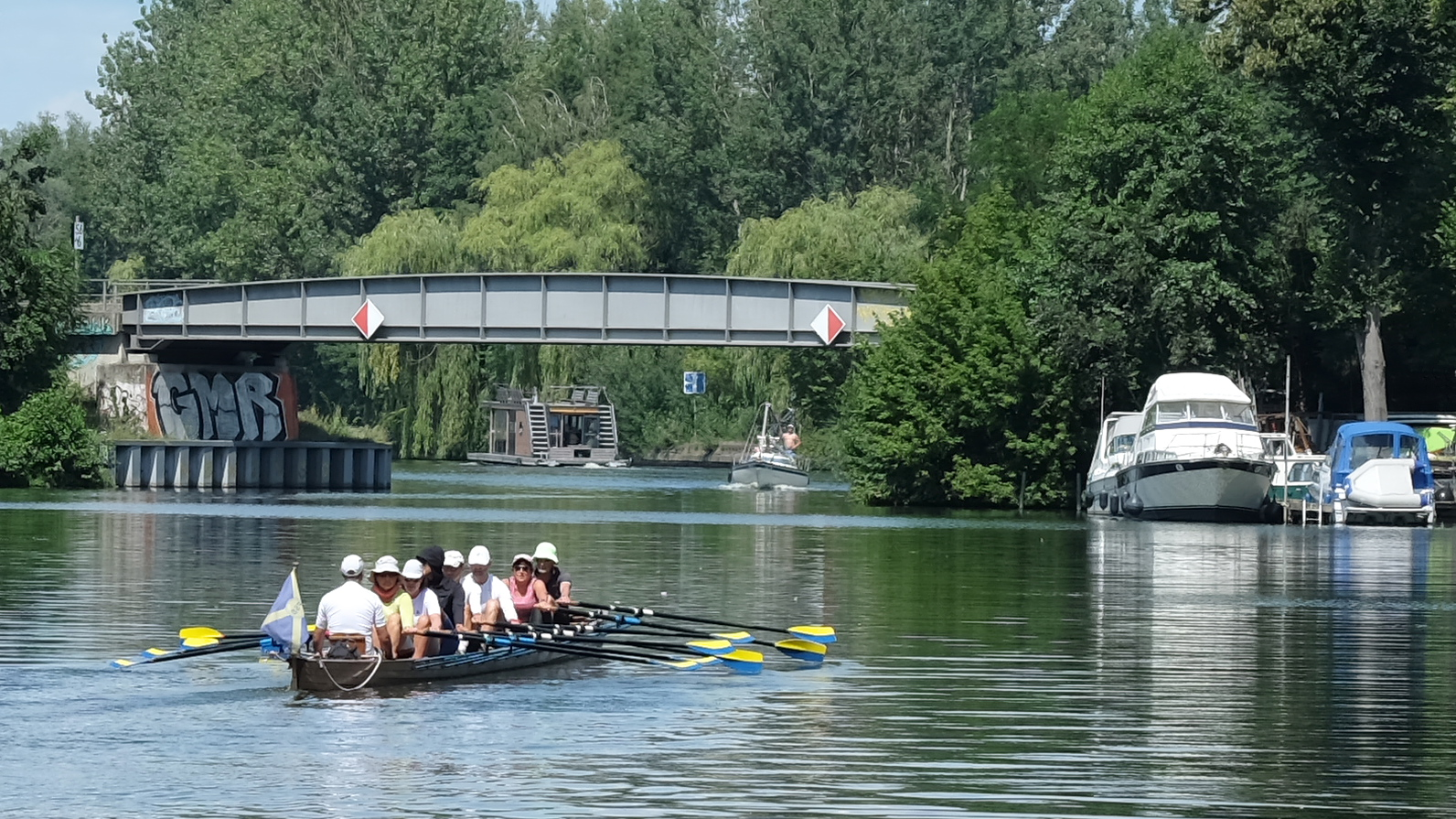
Niederlehme
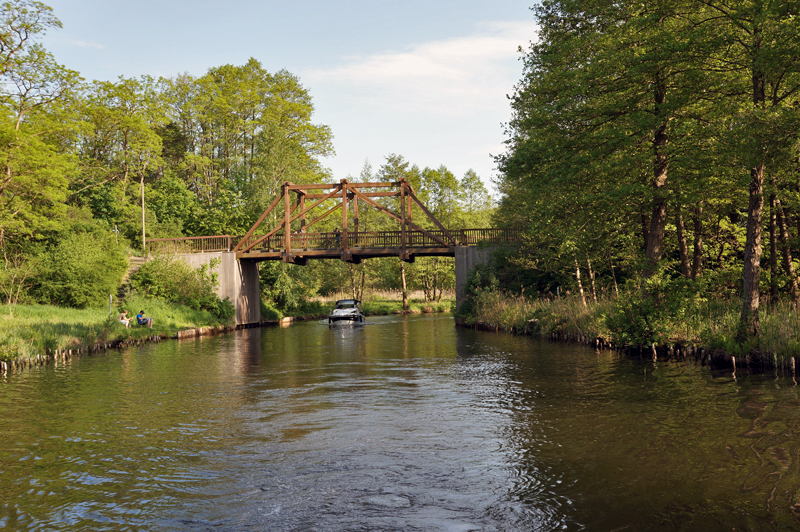
Schafbrücke bei Wendisch Rietz